# The Great McGonagall
Pour plus de détails, voir Fiche technique et Distribution.
The Great McGonagall est un film britannique réalisé par Joseph McGrath, sorti en 1975.

## Synopsis
Un tisserand écossais tombe amoureux de la reine Victoria et lui dédie ses poèmes. Bien qu'il n'arrive pas à l'approcher, il rêve qu'il est honoré par elle.
Il s'agit d'une biographie romancée de William McGonagall (1825 - 1902), acteur et poète écossais, renommé pour être le pire poète de langue anglaise.

## Fiche technique
- Titre original : The Great McGonagall
- Réalisation : Joseph McGrath
- Scénario : Joseph McGrath, Spike Milligan
- Direction artistique : George Djurkovic
- Costumes : Michael Baldwin (en)
- Photographie : John Mackey
- Montage : Rusty Coppleman
- Musique : John Shakespeare, Derek Warne
- Production exécutive : Kamal Pasha, Peter Lamb
- Production : David Grant (en)
- Société de production : Darlton, Oppidan Film Productions
- Société de distribution : Tigon Film Distributors
- Pays d'origine :  Royaume-Uni
- Langue originale : anglais
- Format : couleur (Eastmancolor) — 35 mm — son mono
- Genre : Film biographique
- Durée : 95 minutes
- Dates de sortie : Royaume-Uni : 22 janvier 1975

## Distribution
- Spike Milligan : William McGonagall
- Peter Sellers : reine Victoria
- Julia Foster : Mme McGonagall